# 白種英國人
白種英國人是《英國人口普查2001》中的最大種族族群，佔了全英國5千4百多萬人口中的92.1%。根據英國人口普查2001，白種英國人包括了所有擁有歐洲裔祖先的英國公民，他們的祖先可能來自俄羅斯甚至土耳其。因此，猶太裔的也屬於白種英國人。
白種英國人是英國中最常受聘用的及經濟上最活躍的人。相對其他種族族群，他們的失業率是最低的，大約4%，而女性的失業率則更低。除了白種英國人，被標示為「其他白種」的其他細小白種族群的失業率比較高一點。
在統計上，白種英國人比其他種族族群有更多的基督徒，大約佔63%。大約27%白種英國人無宗教信仰，大約7%的白種英國人則拒絕透露宗教信仰。
白種英國人在人口金字塔的年齡分佈是十分平均。大約64%的白種英國人介乎於16歲至64歲，19%少於16歲而大約19%超過64歲。所有其他族群的年輕組別所佔的百分比則比較大。白種英國人中，男性佔41%而女性佔59%，在眾多的族群中男性比重最低。